# Charles George Gordon
Major-General Charles George Gordon, CB (Woolwich, Londres, 28 de janeiro de 1833 — Cartum, Sudão, 26 de janeiro de 1885), também conhecido como Gordon chinês, Gordon Paxá e Gordon de Cartum, foi um oficial e administrador do exército britânico. 

## Carreira
Ele viu ação na Guerra da Criméia como oficial do exército britânico. No entanto, ele fez sua reputação militar na China, onde foi colocado no comando do "Exército Sempre Vitorioso", uma força de soldados chineses liderados por oficiais europeus que foi fundamental para derrubar a Rebelião Taiping, derrotando regularmente forças muito maiores. Por essas realizações, ele recebeu o apelido de "Gordon chinês" e honras do Imperador da China e dos britânicos.
Ele entrou ao serviço do quediva do Egito em 1873 (com a aprovação do governo britânico) e mais tarde tornou-se o governador-geral do Sudão, onde fez muito para reprimir as revoltas e o comércio local de escravos. Exausto, ele renunciou e voltou para a Europa em 1880.

Uma revolta séria eclodiu então no Sudão, liderada por um líder religioso muçulmano e autoproclamado Mahdi, Muhammad Ahmad. No início de 1884, Gordon foi enviado a Cartum com instruções para garantir a evacuação de soldados e civis leais e partir com eles. Desafiando essas instruções, depois de evacuar cerca de 2 500 civis, ele manteve um grupo menor de soldados e não militares. Nos meses anteriores à queda de Cartum, Gordon e o Mahdi se corresponderam; Gordon ofereceu-lhe o Sultanato de Kordofan e o Mahdi pediu a Gordon que se convertesse à sua religião e se juntasse a ele, ao que Gordon respondeu abruptamente: "Não!".  Assediado pelas forças do Mahdi, Gordon organizou uma defesa que durou quase um ano e lhe rendeu a admiração do público britânico, mas não do governo, que desejava que ele não se entrincheirasse. Somente quando a pressão pública para agir se tornou irresistível, o governo, com relutância, enviou uma força de socorro. Chegou dois dias depois que a cidade caiu e Gordon foi morto.